# Minoru Tomita
Pour les articles homonymes, voir Tomita.
Minoru Tomita (冨田 稔, Tomita Minoru, 1924-2015) est un mathématicien japonais, qui a apporté des contributions significatives à la théorie des algèbres d'opérateurs.
Il a étudié à l'université de Kyūshū d'où il est sorti en 1952. Il a passé sa thèse à l'université d'Osaka et a enseigné à l'université d'Okayama à partir de 1954 comme professeur adjoint et à partir de 1965 en tant que professeur. En 1966, il devient professeur à l'université de Kyushu, et en 1985 à l'université de Fukuoka.
Tomita a développé avec Masamichi Takesaki la théorie de Tomita-Takesaki (en) des automorphismes modulaires des algèbres de von Neumann. Il a très peu publié. La théorie de Tomita-Takesaki établie par Takesaki en s'appuyant sur un manuscrit de Tomita (publié en 1968) a permis à Alain Connes de progresser dans la classification des algèbres de von Neumann (facteurs de type III). Elle a également des applications en mécanique quantique.